# Theodorik
Theodorik je mužské křestní jméno germánského původu znamenající "vládce lidí". Jméno je odvozeno ze slov theud "lid" a ric "síla", "vládce"

## Zahraniční variantky
- Þiudreiks - gótsky
- Teutorigos - starokeltsky
- Thierry - francouzsky
- Dietrich - německy

## Známí nositelé
- Theodorich Veliký, král Ostrogótů ze 6. století
- Mistr Theodorik
- Thierry Lhermitte, francouzský herec